# Abell 779
Abell 779 è un ammasso di galassie situato prospetticamente nella costellazione della Lince alla distanza di 307 milioni di anni luce dalla Terra (light travel time). È inserito nell'omonimo catalogo compilato da George Abell nel 1958.
È del tipo I-II secondo la classificazione di Bautz-Morgan. È costituito da 83 galassie. NGC 2832 è la galassia più luminosa di Abell 779.
Altre galassie rilevanti dell'ammasso sono: NGC 2823, NGC 2825, NGC 2830 e NGC 2840.